# سرمایه‌گذاری سی‌پی‌پی
سرمایه‌گذاری سی‌پی‌پی (فرانسوی: Office d'investissement du régime de pensions du Canada‎) شرکت دولتی مدیریت دارایی کانادایی است، که در سال ۱۹۹۷ تأسیس شد.